# 稠州
稠州，中国唐朝时设置的州。

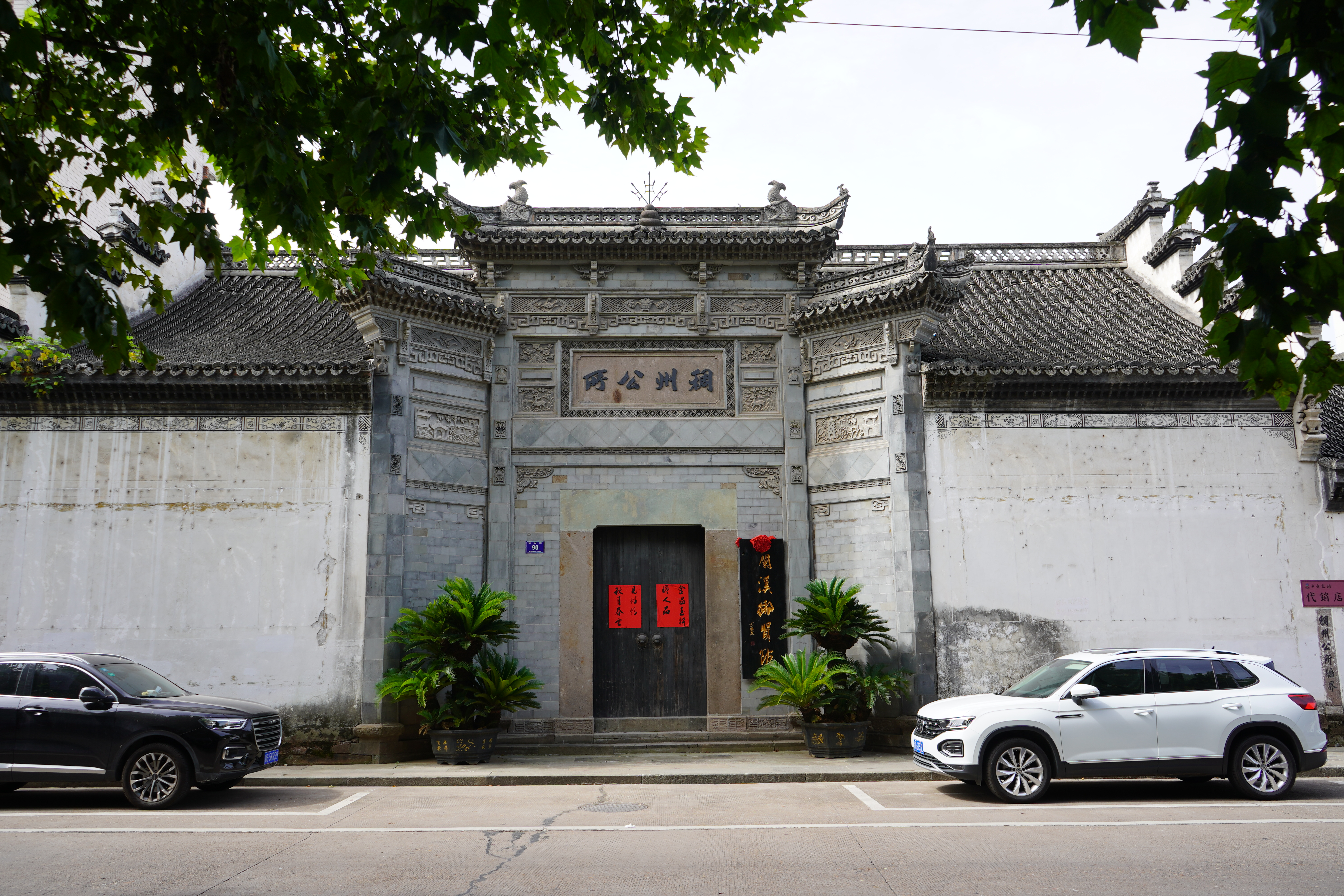
兰溪稠州公所（即义乌会馆）。

武德四年（621年），析婺州置，治所在乌伤县（今浙江省义乌市）。辖乌伤县和华川县。武德七年（624年）州废，两县合并为义乌县。